# Kronštadtski ustanak
Kronštadtski ustanak (rus. Кронштадтское восстание, Kronshtadtskoye vosstaniye) bio je ustanak sovjetskih mornara, vojnika i civila 1921. godine protiv boljševičke vlade u lučkom gradu ruskog SFSR-a zvanom Kronštadt. Smješten na otoku Kotlin u Finskom zaljevu, Kronštadt je branio nekadašnji glavni grad ruskoga carstva, Petrograd, kao sjedište Baltičke flote. U ožujku 1921. pobunjenici u pomorskoj tvrđavi Kronštadt ustali su protiv boljševičke vlasti koju su ranije pomogli učvrstiti. Bila je to zadnja velika pobuna protiv boljševičkog režima na ruskom teritoriju tijekom ruskog građanskog rata.

Nezadovoljni s radom boljševika, pobunjenici su zahtijevali niz reformi: smanjenje boljševičke vlasti, novoizabrana vijeća sovjeta koja bi uključivala socijalističke i anarhističke skupine, ekonomsku slobodu za seljake i radnike, rastavljanje birokratskih vladinih organa stvorenih tijekom građanskog rata i vraćanje građanskih prava radničke klase.
Iako su se časnici zalagali za ofanzivnu strategiju, pobunjenici su zadržali pasivan stav dok su čekali da vlada učini prvi korak u pregovorima. Suprotno tome, vlasti su zauzele beskompromisni stav, izloživši ultimatum zahtijevajući bezuvjetnu predaju do 5. ožujka. Nakon što je isteko datum, bez predaje, boljševici su poslali niz vojnih napada na otok i suzbili pobunu 18. ožujka. U napadu je ubijeno nekoliko tisuća pobunjenika. Nakon napada streljano je još toliko.
Vlasti su pobunjenike prozvali "agentima Antante i kontrarevolucije". Boljševički odgovor na pobunu izazvao je veliku kontroverzu i bio je odgovoran za razočaranje brojnih pristaša boljševičkog režima, među njima i Emme Goldman. No, dok je pobuna suzbijena, poslužila je ubrzanju provedbe Nove ekonomske politike (NEP), koja je zamijenila "ratni komunizam".
Prema Lenjinu, ova je kriza bila najopasnija s kojom se boljševički režim do tada suočio, "nesumnjivo opasnija od Denikina, Yudenicha i Kolchaka zajedno".

## Pozadina
Završetkom Ruskog građanskog rata krajem 1920. godine, boljševici su predsjedali državom u raspadu. Njihova Crvena armija pobijedila je Bijelu armiju Petra Vrangela i bila je vojno opremljena za suzbijanje seljačkih pobuna, ali se suočila s masovnim razočaranjem zbog nepodnošljivih životnih uvjeta - gladi, bolesti, hladnoće i umora - pogoršanih boljševičkom ekonomskom politikom. Seljaci su se zamjerali državnoj rekviziciji njihove ionako već oskudne žetve, smanjenju racija kruha i nestašicama goriva.
Unatoč vojnoj pobjedi i poboljšanju vanjskih odnosa, Rusija se suočila s ozbiljnom socijalnom i ekonomskom krizom. Strane vojske počele su se povlačiti, ali boljševički čelnici i dalje su držali strogu kontrolu nad gospodarstvom. Industrijska proizvodnja dramatično je pala. Procjenjuje se da je ukupna proizvodnja rudnika i tvornica 1921. godine iznosila 20% od razine prije Prvog svjetskog rata, a mnogi su ključni sektori pretrpjeli još drastičniji pad. Na primjer, proizvodnja pamuka pala je na 5%, a željeza na 2% prijeratne razine. 
Nezadovoljstvo je raslo među ruskim stanovništvom, posebno seljaštvom, koje se osjećalo ugroženim zbog vladine rekvizicije žita (prodrazvyorstka: prisilno oduzimanje većih dijelova žitnih zaliha koje su se koristile za prehranu gradskog stanovništva). Odupirali su se odbijanjem obrade zemlje. Pošto su vlasti uzimale sav višak od minimuma potrebnoga za preživljavanje seljaka, u otporu i nezadovoljstvu seljaci su samo prestali proizvoditi višak. U veljači 1921. Čeka je izvijestila o 155 seljačkih ustanaka diljem Rusije. Radnici u Petrogradu također su bili uključeni u nizu štrajkova, uzrokovanih smanjenjem racija kruha za jednu trećinu. Pobuna u pomorskoj bazi Kronštadt započela je kao prosvjed zbog teške nevolje u zemlji.
Zbog održavanja i jačanja boljševičkog "ratnog komunizma", životni su se uvjeti znatno pogoršali i nakon završetka rata.

## Uvod u ustanak
Prosvjedi su uslijedili nakon objave u siječnju 1921. godine u kojoj je vlada smanjila obroke kruha za trećinu za stanovnike svih gradova. Iako je ova odluka donesena tokom jakog snijega i nestašice goriva koji su sprečavali skladištenje hrane u Sibiru i na Kavkazu, ovo opravdanje nije spriječilo nezadovoljstvo stanovništva. Sredinom veljače u Moskvi su se počeli okupljati radnici; demonstracije kojima su prethodili su radnički sastanci u tvornicama i radionicama. Radnici su tražili kraj "ratnog komunizma" i ukidanje najamnog rada. Vladini izaslanici nisu mogli olakšati situaciju. Uskoro su pobune mogle suzbiti samo oružane jedinice vojske.
Kad se činilo da se situacija smirila u Moskvi, izbili su prosvjedi u Petrogradu, gdje je oko 60% velikih tvornica zatvoreno u veljači zbog nestašica goriva i zaliha hrane. Kao i u Moskvi, demonstracijama i zahtjevima prethodile su skupštine radnika u tvornicama i radionicama. Suočeni s manjkom vladinih racija hrane i unatoč zabrani trgovine, radnici su organizirali ekspedicije po opskrbu u ruralnim područjima u blizini gradova. Nezadovoljstvo je dodatno raslo kada su vlasti pokušale suzbiti inicijativu radnika. Krajem veljače, na sastanku u maloj tvornici Trubochny, odlučeno je povećati obroke i odmah distribuirati zimsku odjeću i obuću koja je navodno bila rezervirana za boljševike. Radnici su sljedećeg dana sazvali štrajk. Lokalni sovjeti pod kontrolom boljševika poslali su kadete da rastjeraju prosvjednike. Boljševik Grigorij Zinovjev osnovao je "Odbor za obranu" s posebnim ovlastima da okonča prosvjede; slične su strukture stvorene u raznim gradskim četvrtima u obliku trojki.
Nove demonstracije radnika Trubochnyja uskoro su se proširile gradom, dijelom i zbog represije prethodnih demonstracija. Suočen s rastućim prosvjedima, lokalni sovjet pod kontrolom boljševika zatvorio je tvornice s velikom koncentracijom pobunjenika, čime je tim radnicima oduzeto pravo na hranu, što je dodatno pojačalo pokret. Ubrzo su ekonomski zahtjevi postali i političke naravi, što je najviše zabrinulo boljševike. Da bi definitivno okončale prosvjede, vlasti su grad preplavile jedinicama Crvene armije, pokušale zatvoriti još više tvornica povezanih s pobunjenicima i proglasile vojno stanje. Boljševici su započeli kampanju pritvora, koju je izvela Čeka, što je rezultiralo tisućama uhićenja. Vlasti su pozvale radnike da se vrate na posao kako bi spriječile krv. Boljševici su dali i neke koncesije: dozvolu za odlazak na selo radi donošenja hrane u gradove, ublažavanje kontrola protiv špekulacija, dozvolu za kupnju ugljena radi ublažavanja nestašice goriva, najava prestanka oduzimanja žitarica i povećani obroci radnika i vojnika, čak i na štetu trošenja oskudnih zaliha hrane. Takve mjere uvjerile su radnike Petrograda da se vrate na posao početkom ožujka.
Boljševički autoritarizam i nedostatak sloboda i reformi doveli su do povećanog nezadovoljstva njihovih vlastitih sljedbenika i ojačali oporbu. U svojoj želji i naporu da osiguraju sovjetsku vlast, boljševici su predvidljivo uzrokovali rast vlastite oporbe. Centralizam i birokracija "ratnog komunizma" dodali su na postojeće logističke poteškoće. Završetkom građanskog rata u samoj boljševičkoj stranci pojavile su se oporbene struje. Jedna od grupa, udruženih oko koncepta sindikalizma, ciljala je i na svrgavanje Lenjina. Drugo stranačko krilo založilo se za decentralizaciju vlasti kojom bi se bavila radnička vijeća naspram centralnog autoriteta Boljševika.

### Sastav flote
Od 1917. anarhističke ideje imale su snažan utjecaj na Kronštadt. Stanovnici otoka favorirali su lokalnu sovjetsku autonomiju i smatrali su miješanje centralne vlasti nepoželjnim i nepotrebnim. U radikalnoj potpori Sovjetima, Kronštadt je sudjelovao u važnim događajima revolucionarnih razdoblja kao što su Srpanjski dani, Februarska i Oktobarska revolucija, pa i u samom građanskom ratu. Više od četrdeset tisuća mornara iz sovjetske Baltičke flote sudjelovalo je u borbama protiv Bijele armije između 1918. i 1920. Unatoč sudjelovanju u velikim sukobima zajedno s boljševicima, mornari su od samog početka bili oprezni prema mogućnosti centralizacije vlasti i uspostave diktature.

### Rastuće nezadovoljstvo
U siječnju 1921. mornari su se pobunili u Kronštadtu, službeno deponirajući boljševičkog Raskolnikova s položaja administracije. 15. veljače 1921. oporbena skupina unutar same boljševičke partije donijela je rezoluciju na stranačkoj konferenciji s delegatima iz Baltičke flote. Ova rezolucija oštro je kritizirala boljševičku administrativnu politiku flote, optužujući je za uklanjanje vlasti masa i najaktivnijih dužnosnika čime je postala puko birokratsko tijelo Partije. Zahtijevala se demokratizacija stranačkih struktura i upozoravalo da bi, ako ne dođe do promjena, moglo doći do oružane pobune.
Moral mornara bio je nizak, pomorci su bili obeshrabreni nedostatkom opskrbe goriva i streljiva, administrativnom krizom i nemogućnošću napuštanja službe. Prosvjedi u gradovima i kriza na selu zbog vladinih otuđenja žita i zabrane trgovine osobno su utjecali na mornare koji su se privremeno vratili svojim kućama. Mornari su zatekli strašnu situaciju u zemlji nakon mjeseci i godina borbe za novu vlast koja je nad njom presjedala, što je izazvalo snažno razočaranje. Broj dezerterstava naglo se povećao tijekom zime 1920./1921.

## Petropavlovsk: Rezolucija mornara Kronštadta
Vijesti o prosvjedima u Petrogradu, zajedno s uznemirujućim glasinama o oštroj reakciji centralnih vlasti na iste, povećali su napetost među članovima flote. Krajem veljače, kao odgovor na događaje u Petrogradu, posade brodova Petropavlovsk i Sevastopol održale su hitan sastanak i poslale izaslanstvo u grad da istraži i obavijesti Kronštadt o prosvjedima. Nakon povratka dva dana kasnije, izaslanstvo je obavijestilo posade o štrajkovima i prosvjedima u Petrogradu, kao i vladinoj represiji istih. Mornari su odlučili podržati radnike grada donošenjem rezolucije s petnaest zahtjeva koji će biti poslani centralnoj boljševičkoj vladi:
1. U vidu toga što trenutni sovjeti ne izražavaju volju radnika i seljaka: da se odmah održe novi izbori za sovjete tajnim glasanjem, sa slobodom predizborne agitacije za sve radnike i seljake.
2. Za slobodu govora i tiska radnika, seljaka, anarhista i lijevih socijalističkih partija.
3. Za slobodu udruživanja radničkih sindikata i seljačkih zadruga.
4. Da se sazove ne kasnije od 10. ožujka 1921. g. nepartijska konferencija radnika, vojnika Crvene armije i mornara grada Petrograda, Kronštadta i Petrogradske gubernije.
5. Da se oslobode svi politički zatvorenici socijalističkih partija, te svi radnici, seljaci, vojnici Crvene armije i mornari povezani s radničkim i seljačkim udruženjima.
6. Da se izabere komisija za reviziju slučajeva pritvorenih u zatvorima i koncentracijskim logorima.
7. Da se ukinu svi POLITOTDELI (političke sekcije Komunističke partije koja su postojala u većini državnih institucija), tako da ni jedna partija ne bi više mogla imati privilegije za propagandu svojih ideja te polučiti od države sredstva za svoje ciljeve. Umjesto njih se moraju osnovati lokalne izabrane Kulturno-prosvjetne komisije, za koja moraju biti pružana sredstva države.
8. Odmah ukinuti sve zagraditelinije otriadi (naoružane jedinice koje su postavljene sa svrhom zaustavljanja krijumčarenja, no u stvarnosti su oduzimale hranu od seljaka i radnika radi vlastite potrošnje).
9. Izjednačiti obroke svih koji rade, izuzev onih koji rade poslove štetne za zdravlje.
10. Da se ukinu komunistički vojni odredi u svim vojnim rodovima, te različita dežurstva od strane komunista u fabrikama i postrojenjima, a ako će takva dežurstva ili odredi biti potrebni, može ih se odabrati u vojnim redovima iz odreda, a u fabrikama i postrojenjima slobodnim odlučivanjem radnika.
11. Dati seljacima potpunu kontrolu nad svojom zemljom, tako kako im je poželjno, te da imaju stoku, koju trebaju održavati i uzgajati svojom snagom, tj. ne iskorištavajući najamni rad.
12. Da zamolimo sve vojne redove, te drugarske kadete da daju podršku našoj rezoluciji.
13. Zahtijevati tako da sve rezolucije budu naširoko oglašavane tiskom.
14. Imenovati putujući biro za kontrolu.
15. Dopustiti slobodnu obrtničku proizvodnju vlastitim radom.[6]

Među glavnim pobunjeničkim zahtjevima bili su novi, slobodni izbori za Sovjete, tj. radnička vijeća (kako to Ustav predviđa), pravo na slobodu izražavanja i potpunu slobodu djelovanja, pa čak i ukidanje najamnog rada. Prema zagovornicima rezolucije, izbori bi rezultirali porazom boljševika i "trijumfom Oktobarske revolucije" - označeno popularnim sloganom "Sovjeti bez boljševika!". Boljševici, koji su nekoć planirali centralizirani ekonomski program mimo zahtjeva mornara, nisu mogli tolerirati uvredu koju su ti politički zahtjevi predstavljali njihovoj moći pošto su dovodili u pitanje legitimitet boljševika kao predstavnika radničke klase. Stari zahtjevi koje je Lenjin branio 1917. godine sada su se smatrali kontrarevolucionarnima i opasnima za sovjetsku vladu pod nadzorom boljševika.
Sljedećeg dana, 1. ožujka, oko petnaest tisuća ljudi prisustvovalo je u velikoj skupštini koju je sazvao lokalni sovjet na trgu Ancla. Vlasti su pokušale smiriti duh masa slajući kao govornika Mihaila Kalinina, predsjedatelja Sveruskog središnjeg izvršnog odbora. Ali stav prisutnih masa, koje su tražile slobodne izbore za sovjete, slobodu govora i tiska za anarhiste i socijaliste, i svih radnika i seljaka, slobodu okupljanja, suzbijanje političkih sekcija u vojsci, bio je uskoro jasan Kalininu. Osim toga tražili su jednake obroke, osim za one koji su radili teži posao - umjesto boljševika koji su uživali najbolje obroke - ekonomske slobode i slobode organizacije za radnike i seljake, oproste za političke zatvorenike pa čak i ukidanje najamnog rada. Prisutni su velikom većinom podržali rezoluciju koju su prethodno usvojili mornari Kronštadta. Većina pristunih komunista također je podržala rezoluciju. Odbijeni su zahtjevi boljševičkih vođa, ali Kalinin se mogao sigurno vratiti u Petrograd.
Iako pobunjenici nisu očekivali vojni obračun s vladom, napetosti u Kronštadtu porasle su nakon uhićenja i nestanka delegacije koju je pomorska baza poslala u Petrograd kako bi istražila situaciju štrajkova i prosvjeda u gradu. Neki od anarhista i socijalista baze počeli su se naoružavati, dok su je drugi napuštali.
2. ožujka delegati ratnih brodova, vojnih postrojbi i sindikata sastali su se kako bi se pripremili za ponovne izbore lokalnog sovjeta. Oko 300 delegata pridružilo se obnovi sovjeta kako je odlučeno na skupštinama radnika prethodnog dana. Vodeći boljševički predstavnici pokušali su razuvjeriti delegate prijetnjama, ali nisu uspjeli. Pobunjenici su uhitili njih trojicu, predsjednika lokalnog sovjeta i dva komesara boljševičkih vojnih jedinica. Do prekida s vladom došlo je kad se skupštinom proširio glas da vlada planirala izvršiti mjere protiv skupštine i poslati vojsku na pomorsku bazu. Odmah je izabran Provizorni revolucionarni komitet, kojega je činilo pet članova kolegijalnog predsjedništva skupštine, koji će upravljati otokom do izbora novog lokalnog sovjeta. Odbor se proširio na 15 članova dva dana kasnije. Skupština delegata postala je otočna samouprava i sastala se dva puta: 4. i 11. ožujka.
Dio boljševika iz Kronštadta žurno je napustio otok. Dio njih, predvođen povjerenikom tvrđave, pokušao je slomiti pobunu, ali, s malo potpore, na kraju je pobjego. Tijekom ranih sati 2. ožujka, grad, brodovi i otočne utvrde već su bili u rukama Revolucionarnog komiteta, koji nije naišao na otpor. Pobunjenici su uhitili 326 boljševika, oko petine lokalnih komunista, od kojih je ostatak pušten na slobodu. Naspram toga, boljševičke su vlasti pogubile četrdeset i pet mornara u Oranienbaumu i uzele rođake pobunjenika za taoce. Nitko od pobunjeničkih boljševika nije pretrpio zlostavljanje, mučenje ili smaknuća. Zatvorenici su dobili iste obroke kao i ostali otočani i izgubili su samo čizme i skloništa koja su predana vojnicima na dužnosti u utvrdama.
Vlada je optužila protivnike da su kontrarevolucionari pod vodstvom Francuske i tvrdila da je pobunjenicima u Kronstadtu zapovijedao general Kozlovski, bivši caristički časnik tada odgovoran za topništvo utvrde, iako je to bilo u rukama Revolucionarnog komiteta. Od 2. ožujka cijela pokrajina Petrograd bila je pod vojnim stanjem, a Odbor za obranu pod predsjedanjem Zinovjeva dobio je posebna ovlaštenja za suzbijanje pobune. Žurilo se kako bi se utvrda nadvladala prije odmrzavanja smrznutog zaljeva, što bi je učinilo nepristupačnom za kopnenu vojsku. Lav Trocki je predstavio navodne francuske novinske članke koji su najavili pobunu dva tjedna prije izbijanja kao dokaz da je pobuna plan koji su osmislili emigre i snage Antante. Lenjin je s istom taktikom optužio pobunjenike nekoliko dana kasnije na 10. kongresu Komunističke partije.
Unatoč nepopustljivosti vlade i spremnosti vlasti da silom uguše pobunu, mnogi su komunisti podržali pomorce koji su zahtijevali reforme i preferirali pregovaračko rješenje za okončanje sukoba. Međutim, stav centralne vlasti boljševika u Moskvi od početka je bio nepopustljiv.
Kritičari vlade, uključujući i brojne komuniste, optužili su je za izdaju ideala revolucije 1917. i provođenje nasilnog, korumpiranog i birokratskog režima.

## Reakcija u Petrogradu
Vlasti su lažno optužile pobunu kao kontrarevolucijski plan. Pobunjenici nisu očekivali napade vlasti niti su pokrenuli napade na kopno, čak su prisustvovali na skupštini delegata 2. ožujka. U početku su pobunjenici nastojali pokazati pomirljivo stajalište prmea vladi, vjerujući da se ona može udovoljiti zahtjevima Kronštadta. Kalinin, koji je govorio na skupštini, bio bi dragocjeni talac pobunjenika koji je bez problema pušten u Petrograd.
Ni pobunjenici ni vlada nisu očekivali da će prosvjedi u Kronštadtu izazvati pobunu. Mnogi lokalni pripadnici boljševika nisu vidjeli u pobunjenicima i njihovim zahtjevima navodni kontrarevolucionarni karakter koji su osudili moskovski čelnici. Lokalni komunisti čak su objavili manifest potpore u novom otočnom časopisu.
Neke od vladinih jedinica poslanih da suzbiju pobunu, nakon što su saznale da je na otoku ukinuta centralizirana vladavina partijskih povjerenika, prebjegle su u podršku pobuni. Vlada je imala ozbiljnih problema s redovnim postrojbama upućenim za suzbijanje ustanka i pribjegla je korištenju kadeta i agenata Čeke. Visoki boljševički čelnici odgovorni za operaciju morali su se vratiti s 10. kongresa stranke u Moskvi.
Tvrdnja pobunjenika da je "treća revolucija"  u tijeku kako bi podržala ideale iz 1917. godine i ograničila moć boljševičke centralne vlasti činila je rizik za potkopavanje i podjelu podrške boljševičkom režimu u narodu. Da bi održali lakovjernost, boljševici su pobunu prozvali kontrarevolucionarnom, time pravdajući svoju beskompromisnu vojnu kampanju. Boljševici su se pokušali predstaviti kao jedini legitimni branitelji interesa radničke klase.

### Pobunjeničke aktivnosti
Pobunjenici su ustanak opravdavali napadom na boljševičku "komisiokraciju". Prema njima, boljševici su izdali načela Oktobarske revolucije, čineći sovjetsku vladu birokratskom autokracijom koju je održavao teror Čeke. Prema pobunjenicima, "treća revolucija" trebala bi obnoviti vlast slobodno izabranih vijeća sovjeta, eliminirati birokraciju i započeti izgradnju novoga socijalizma koji će poslužiti kao primjer cijelome svijetu. Građani Kronštadta nisu željeli održavanje nove konstituirajuće skupštine niti povratak "buržoaske demokracije" već povratak vlasti slobodnim radničkim vijećima. U strahu da ne opravdaju boljševičke optužbe, vođe pobune su se pobrinule da odbiju pomoć koja bi ih na bilo koji način mogla povezati s emigrantima ili kontrarevolucionarnim snagama i da se suzdrže od napada na revolucionarne simbole Oktobarske revolucije. Pobunjenici su tvrdili da je Partija žrtvovala svoje demokratske, egalitarne ideale da bi ostala na vlasti. Pomorci iz Kronštadta ostali su vjerni praksama iz 1917. godine, braneći neovisnost radničkih vijeća od kontrole političkih stranaka, slobodno i neograničeno sudjelovanje svih ljevičarskih tendencija, zajamčena građanska prava radnika i izravne izbore radnika umjesto imenovanja vlade / stranke.
U pobuni je sudjelovalo nekoliko ljevičarskih tendencija. Pobunjenici anarhisti zahtijevali su, uz pojedinačne slobode, i samoodređenje radnika. Boljševici su se bojali da bi masovni spontani društveni pokret mogao izboriti moć iz ruka centralnog komiteta. Za Lenjina su Kronštadtovi zahtjevi ilustrirali "tipično anarhistički i malograđanski karakter".
Osim anarhista, maksimalisti su bili najbliža politička skupina koja je podržavala stavove mornara. Njihov je program bio sličan revolucionarnim parolama iz 1917. godine, koje su ostale popularne u vrijeme ustanka: "sva zemlja za seljake", "sve tvornice za radnike", "sav kruh i svi proizvodi za radnike", "svi vlast slobodnim vijećima". Razočarani u političke stranke, sindikati u ustanku zalagali su se za slobodne sindikate kako bi ekonomsku moć vratili radnicima.
Pobunjenici su tijekom ustanka proveli niz administrativnih promjena. Promjene u sustavu raspodjele obroka dovele su do toga da su svi građani dobivali jednake obroke, osim djece i bolesnika, koji su dobivali posebne obroke. Škole su zatvorene i postavljen je policijski sat. Odjeli i povjerenstva su ukinuti, zamijenjeni odborima sindikalnih delegata izabranih metodama direktne demokracije.
Poslijepodne, 2. ožujka, delegati iz Kronštadta prešli su zaleđeno more do Oranienbauma kako bi širili Petropavlovsku rezoluciju. Tamo su dobili jednoglasnu podršku 1. zrakoplovne i pomorske eskadrile. Te je noći Kronštadtski Provizorni revolucionarni komitet poslao odred od 250 ljudi u Oranienbaum, ali ga je mitraljeska vatra odbila natrag. Kada su se tri je delegata, koje je zračna eskadrila Oranienbam poslala u Kronštadt, vratila u grad pali su u ruke Čeke. Povjerenik Oranienbauma, svjestan činjenica i bojeći se prevrata ostalih svojih jedinica, zatražio je hitnu pomoć Zinovjeva. Naoružao je članove lokalne stranke i povećao im obroke kako bi osigurao njihovu odanost. Tijekom ranih jutarnjih sati, oklopljeni pitomac i tri lake topničke baterije stigle su u Petrograd, opkolile vojarnu pobunjeničke jedinice i uhitile pobunjenike. Nakon opsežnog ispitivanja, njih 45 je strijeljano.
U glavnom gradu uhićeno je izaslanstvo pomorske baze pokušavajući uvjeriti posadu ledolomca da se pridruži pobuni. Većina delegata otoka poslanih na kopno uhićena je. Budući da nisu mogli proširiti pobunu i odbiti zahtjeve sovjetske vlasti da prekinu pobunu, insurgenti su usvojili obrambenu strategiju upravnih reformi na otoku i čekali proljetno topljenje leda, koje bi povećalo njihovu prirodnu obranu od napada.
Na burnom sastanku Petrogradskog sovjeta, usprkos otporu predstavnika pobunjenika, usvojena rezolucija pozvala je na kraj pobune i povratak vlasti lokalnom boljševičkom sovjetu. Stigavši iz Sibira preko Moskve, Trocki je odmah izdao ultimatum zahtijevajući bezuvjetnu predaju pobunjenika. Zinovjev Odbor za obranu Petrograda nad Kronštadtom je raspršio letke optužujući pobunu da je djelo Bijele armije, naredivši njihovu predaju i prijeteći da će oni koji se odupru biti "strijeljani poput jarebica". Petrograd je također naložio uhićenje rođaka pobunjenika kao taoca, strategiju koju je Trocki ranije koristio tijekom građanskog rata kako bi osigurao lojalnost bivših carskih časnika u Crvenoj armiji, te je zatražio puštanje boljševičkih časnika zatočenih u Kronštadtu. Trocki i Zinovjev postali su za pobunjenike arhiviljski simboli boljševičke zlonamjernosti. Pobunjenici su odgovorili da su zatvorenici imali pune slobode i da neće biti pušteni dok Petrograd drži članove obitelji kao taoce. Taktika talaca također je doprinijela neuspjehu jedinog pokušaja posredovanja, jer se Kronštadt i Petrograd nisu složili oko sastava komisije koja bi mogla biti poslana da promatra i posreduje u Kronštadtovim uvjetima.
Kronštadt je u međuvremenu ojačao svoju obranu s 2.000 civilnih novaka na vrhu garnizona od 13.000 ljudi. Sam grad imao je debele bedeme, a preko utvrda i brodova nalazilo se 135 topova i 68 mitraljeza. 15 utvrda imalo je kupole i debeli oklop. Topništvo na glavnim ratnim brodovima Kronštadta, Petropavlovsk i Sevastopol, nadmašilo je ono najmoćnije kopnene utvrde, ali bilo je smrznuto u nepovoljnom položaju. Baza je imala i osam usidrenih ratnih brodova, usred ostalih topovnjača i tegljača, sve nedostupne kopnenim snagama u hladnome ledu. Kronštadt je imao izvrsnu obranu između ovog naoružanja i zaštite velikih ravnica morskoga leda. S najbližim utvrdama daleko, ovaj zastrašujući pohod po ledu, nezaštićen od otočne vatrene moći uvelike je uznemiravao boljševičke trupe.
Pobunjenici u Kronštadtu također su imali svojih poteškoća; nedostajalo im je streljiva, zimske odjeće, zaliha hrane i goriva za odbranu od dugotrajne opsade.

## Napad na Kronštadt
Boljševičke vojne operacije protiv otoka započele su ujutro 7. ožujka. U napadu je sudjelovalo oko 60 000 vojnika. Topnički napadi iz Sestrorecka i Lisy Nosa s juga nastojali su oslabiti obranu otoka i omogućiti pješački napad, koji je uslijedio sljedeći dan prije zore. Usred snažne snježne oluje, jedinice Tuhačevskog napale su sa sjevera i juga s kadetima na prvom planu, a slijedile su ih odabrane jedinice Crvene armije i mitraljesci Čeke, koji su imali zapovijed da pucaju na dezertere. Deseci vojnika Crvene armije utopili su se ispod leda koji je eksplodirao. Drugi su prebjegli ili odbili napredovanje. Čak i malobrojne trupe koje su stigle na otok bile su prisiljene povući se. Topnički napadi nastavljeni su kada se oluja stišala. U poslijepodnevnim satima boljševički zrakoplovi počeli su bombardirati otok, ali tijekom cijele pobune neće nanijeti značajnu štetu. Boljševici su dali preuranjene, trijumfalističke izjave o svojoj skoroj pobjedi, ali njihove su snage pretrpjele stotine žrtava i prebjega zbog nedovoljne pripremljenosti, nedostatka vojničke volje i nesigurnosti svog nezaštićenog prilaza ledom.
10. ožujka zrakoplovi su bombardirali Krošstadt, dokle su obalne baterije noću pucale na otok pripremajući se za jugoistočni napad sljedećeg jutra, koji je u neuspjehu rezultirao velikim brojem boljševičkih žrtava. Magla je sprječavala operacije tijekom ostatka dana. Boljševički časnici, odbijajući čekati pojačanje i svjesni da će se njihov ledeni most uskoro otopiti, nastavili su bombardirati obalu 12. ožujka, nanoseći malu štetu. Napadi malih trupa sljedeća dva dana odbijeni su s nizom žrtava. Nakon 14. ožujka nastavljeni su zračni i topnički napadi, ali trupe su čekale veći potisak. U to je vrijeme bilo zaustavljeno nekoliko malih pobuna i štrajkova izvan Kronštadta.

### Završni napad
16. ožujka, dok je Kronštadt prihvatio prijedlog ruskog Crvenog križa za hranu i lijekove, pojačana vojska Tuhačevskog od 50 000 spremila se zauzeti otok i njegovih 15 000 pobunjenika. U usporedbi s prethodnim pokušajima, napadači su uživali bolji broj, moral i vodstvo, uključujući istaknute boljševičke časnike Ivana Fedka, Pavela Dybenka i Vitovta Putnu. Plan Tuhačevskog sastojao se od šestokolonskog prilaza sa sjevera, juga i istoka kojem je prethodilo intenzivno topničko bombardiranje, koje je započelo u ranim poslijepodnevnim satima. I Sevastopol i Petropavlovsk pretrpjeli su žrtve izravnim pogocima. Učinci po pobunjenike su bili više psihološki nego fizički. Bombaški napad završio je noću i, poput prethodnih napada, pobunjenici su dočekali pješake koji su stigli prije zore. Većina boljševičkih jedinica koncentrirala se na jug otoka kako bi napadala s juga i istoka, dok se manji kontingent kadeta okupljao na sjeveru.
Prekriveni tamom i maglom, vojnici sa sjevera su u tišini, u dva stupca, napredovali prema otočnim utvrdama. Unatoč njihovoj kamuflaži i oprezu, jedan je stup otkriven reflektorom. Pobunjenici su bezuspješno pokušali uvjeriti svoje napadače da se ne bore, ali boljševički kadeti nastavili su s napadima i povlačenjem s mnogo smrtnih slučajeva dok nisu zauzeli prve dvije utvrde. Zora 17. ožujka probila je maglu i pokrivač noći. Izložene, obje su se strane borile s velikim žrtvama, uglavnom kao posljedica mitraljeza i granata. Do poslijepodneva boljševici su zauzeli nekoliko utvrda a kadeti su stigli do Kronštadtova sjeveroistočnog zida. Posljednje sjeverne utvrde pale su do 1 ujutro.
Veća južna grupa tempirala je napad da sat vremena slijedi napredak sjeverne skupine. Tri kolone s mitraljezima i lakim topništvom približile su se luci Kronštadt, dok se četvrta kolona približila ranjivim Petrogradskim vratima otoka. Između mraka i magle, pobunjenički reflektori nisu otkrili udarnike, koji su uspjeli savladati pobunjenike južno od grada, ali su ubrzo susreli mitraljeze i topništvo drugih utvrda. Uhvaćeni na otvorenom, pobunjeničko pojačanje prisililo je boljševike na povlačenje. Više od polovice 79. pješačke brigade umrlo je, uključujući delegate 10. kongresa partije.
Kolona koja je napala Petrogradska vrata s istoka, međutim, bila je uspješna. Jedna je skupina probila gradske zidine sjeverno od vrata. Njihovi su gubici bili veliki izvan gradskih zidina, ali unutra su pronašli "pravi pakao" s mecima koji su se javljali sa svih prozora i krovova. Ulicama su se odvijale kaotične borbe. Oslobođeni boljševički zatvorenici pridružili su se napadu. Kasnopodnevni protuudar pobunjenika zamalo je otjerao boljševike iz grada kad je pukovnija petrogradskih dobrovoljaca stigla kao podrška boljševicima. Predvečer je topništvo Oranienbauma ušlo u grad i opustošilo ga. Kasnije te večeri, sjeverni kadeti zauzeli su sjedište Kronštadta, uzimajući zarobljenike, i sastali se s južnim snagama u središtu grada. Kako su tvrđave padale, bitka je pretežito bila gotova do ponoći. Vlada je držala većinu struktura do podneva 18. ožujka i porazila posljednji otpor u popodnevnim satima. Boljševici su pobijedili.
Obje su strane pretrpjele žrtve usporedive s najsmrtonosnijim bitkama u građanskom ratu. Američki konzulat u Vyborgu procijenio je 10 000 boljševičkih žrtava usmrćenih, ranjenih ili nestalih, uključujući 15 delegata Kongresa. Finska je zatražila od Rusije uklanjanje tijela s leda, strahujući od opasnosti za javno zdravlje nakon otopljenja. Nema pouzdanih izvještaja o smrtnim slučajevima pobunjenika, ali prema jednom izvješću procijenjeno je 600 mrtvih, 1000 ranjenih i 2500 zatvorenih, iako je više ljudi ubijeno u osvetama dok je bitka jenjavala. Trocki i njegov vrhovni zapovjednik odobrili su kemijski rat plinskim granatama i balonima protiv Kronštadta ako se otpor nastavi.
Suočeni s mogućnošću masovnih pogubljenja, otprilike 8000 izbjeglica iz Kronštadta (oko polovice pobunjenika), prešlo je u Finsku u roku od jednog dana od pada utvrde. Petričenko i članovi Revolucionarnog komiteta Kronštadta bili su među prvima koji su pobjegli, a 800 ih je uteklo prije kraja napada. Završni postupci mornara bili su sabotaža obrane Kronštadta, uklanjanje dijelova oružja i opreme. Posade bojnog broda, nakon što su otkrile dezerterstvo svojih vođa, nisu poslušale njihovu zapovijed da unište brodove i umjesto toga uhitile su svoje časnike i predale se boljševicima.

## Posljedice
Dybenko, boljševički časnik napada na Kronštadt, dobio je punu moć da očisti disidente kao novi zapovjednik tvrđave Kronštadt. Umjesto kronštadtskog sovjeta pomagala mu je troika bivših čelnika boljševičke partije grada. Bojni brodovi i gradski trg preimenovani su, a nepouzdani mornari i boljševička pješadija rasuti su diljem zemlje.
Nije bilo javnih suđenja. Od 2000 zatvorenika, 13 se sudilo kao vođama pobune u tisku prikazane kao kontrarevolucionarna zavjera. U stvarnosti, unatoč kontinuiranom inzistiranju centralnih vlasti da generali Bijele armije stoje iza pobune u Kronštadtu, bivši carski časnici bili su daleko istaknutiji među boljševičkim jedinicama nego pobunjeničkim.

Stotine zatvorenih pobunjenika ubijeni su na licu mjesta, a kada su se Petrogradski zatvori popunili, streljano je još toliko. Ostatak se preselio u kopnene zatvore Čeke i sabirne logore, gdje su mnogi umrli od gladi ili bolesti. Oni koji su pobjegli u Finsku smješteni su u izbjegličke kampove, gdje je život bio mračan i izoliran. Crveni križ je osiguravao hranu i odjeću, a neki su radili na javnim radovima. Finska je željela da se izbjeglice nasele u drugim zemljama, dok su boljševici tražili njihovu repatrijaciju, obećavajući amnestiju. Umjesto toga, oni koji su se vratili uhićeni su i poslani u koncentracijske logore. Većina emigranata napustila je Finsku u roku od nekoliko godina. Petričenko, predsjednik kronštadtskog Provizornog revolucionarnog komiteta, ostao je cijenjen među finskim izbjeglicama. Tijekom Drugog svjetskog rata vraćen je SSSR-u i ubrzo preminuo u koncentracijskom logoru.
Nije ispunjen nijedan zahtjev pobune u Kronštadtu. Boljševici nisu vratili slobodu govora i okupljanja. Nisu pustili socijalističke i anarhističke političke zatvorenike. Suparničke lijeve skupine suzbijane su. Boljševici nisu usvojili autonomiju radničkih vijeća ("slobodni sovjeti") i nisu dali obzira direktnodemokratskim izborima vojnika za oficire. Stari direktori i stručnjaci nastavili su voditi tvornice umjesto radnika. Državna poljoprivredna gospodarstva ostala su na svom mjestu. Najamni rad ostao je nepromijenjen. Kao i u svim neuspjelim pobunama u autoritarnim režimima, pobunjenici su dobili suprotno od svojih ciljeva: oštriju diktaturu i manje popularnu vlast.
Lenjin je najavio dva zaključka iz Kronštadtskog ustanka: zatvaranje političkog ranga u partiji zabranom frakcija i ekonomsko otuđenje seljaštva. Lenjin je koristio Kronštadt za učvršćivanje boljševičke moći i diktature svoje birokracije. Disidenti su izbačeni iz stranke. Oporbene ljevičarske stranke, nekoć maltretirane ali tolerirane, do kraja godine potisnute su - zatvorene ili protjerane -  u ime jedinstva jedne partije. Boljševici su pooštrili disciplinu vojnika i odbacili planove za seljačku i radničku vojsku. Lenjin je želio ukinuti baltičku flotu kao nepouzdanu posadu, ali prema Trockom, ona je umjesto toga reorganizirana i naseljena lojalnim vodstvom.
Tijekom 10. partijskog kongresa, istovremeno s pobunom, Kronštadt je simbolizirao rastući nemir prema nepopularnoj partijskoj ekonomskoj politici "ratnog komunizma", ali Kronštadt nije imao utjecaja na Lenjinove planove da ratni komunizam zamijeni Novom ekonomskom politikom (NEP), koja je sastavljena za dnevni red Kongresa prije čak i pobunjeničkih zahtjeva. Doduše, pobuna je ubrzala njegovo usvajanje. Prije pobune, Lenjin je prepoznao trend seljačkog nezadovoljstva i bojao se opće pobune tijekom tranzicije zemlje, i tako priznao da je pomirljivi, domaći ekonomski program usmjeren na poljoprivredu bio hitniji od njegovih ambicija za revolucijom zapadnog proletarijata. Nova ekonomska politika zamijenila je prisilni rekvizit hrane porezom, dopuštajući seljacima da troše svoj višak kako žele. To je ublažilo nezadovoljstvo seljaka ratnim komunizmom i oslobodilo boljševike da učvrste vlast.